# 萊布尼茨 (奧地利)
萊布尼茨（德語：Leibnitz）是奧地利施泰爾馬克州的城市，於2001年的人口普查中約有6,892人。
萊布尼茨位於格拉茨的南方，介於穆爾河（Mur）與 及其支流苏尔姆河（Sulm）之間。
這座城市是莱布尼茨县的首府，延伸面積有 681 km²，居民有超過 75,000 人。萊布尼茨是附近區域的文化、教育、經濟中心。